# بخش پرون
بخش پرون (به فرانسوی: Arrondissement de Péronne) یک بخش در فرانسه است که در سم واقع شده‌است.